# 王，后，杰克
《王，后，杰克》（俄文：Король, дама, валет (Korol', dama, valet)；英文：King, Queen, Knave）是弗拉基米尔·纳博科夫的一部小说，最初用俄文写作，1928年10月由斯洛沃出版社出版，使用笔名V. 西林。当时作者住在德国柏林，以及波罗的海地区的度假地。1968年，这部小说由作者的儿子德米特里·纳博科夫翻译成英文（作者做了重大修改），由美国的McGraw-Hill出版社和英国的魏登菲爾德和尼科爾森出版社出版，这时距离俄文版出版已有40年之久。

## 电影改编
1972年，西德将其改编为电影，由耶日·斯科利莫夫斯基导演，珍娜·露露布莉姬妲、大衛·尼文和约翰·穆德-布朗主演，于1972年上映。